# The Greater Good (Lost)
"The Greater Good" er det 21. afsnit af tv-serien Lost. Episoden blev instrueret af David Grossman og skrevet af Leonard Dick. Det blev første gang udsendt 4. maj 2005, og karakteren Sayid Jarrah vises i afsnittets flashbacks.